# Fryda Shultz de Mantovani

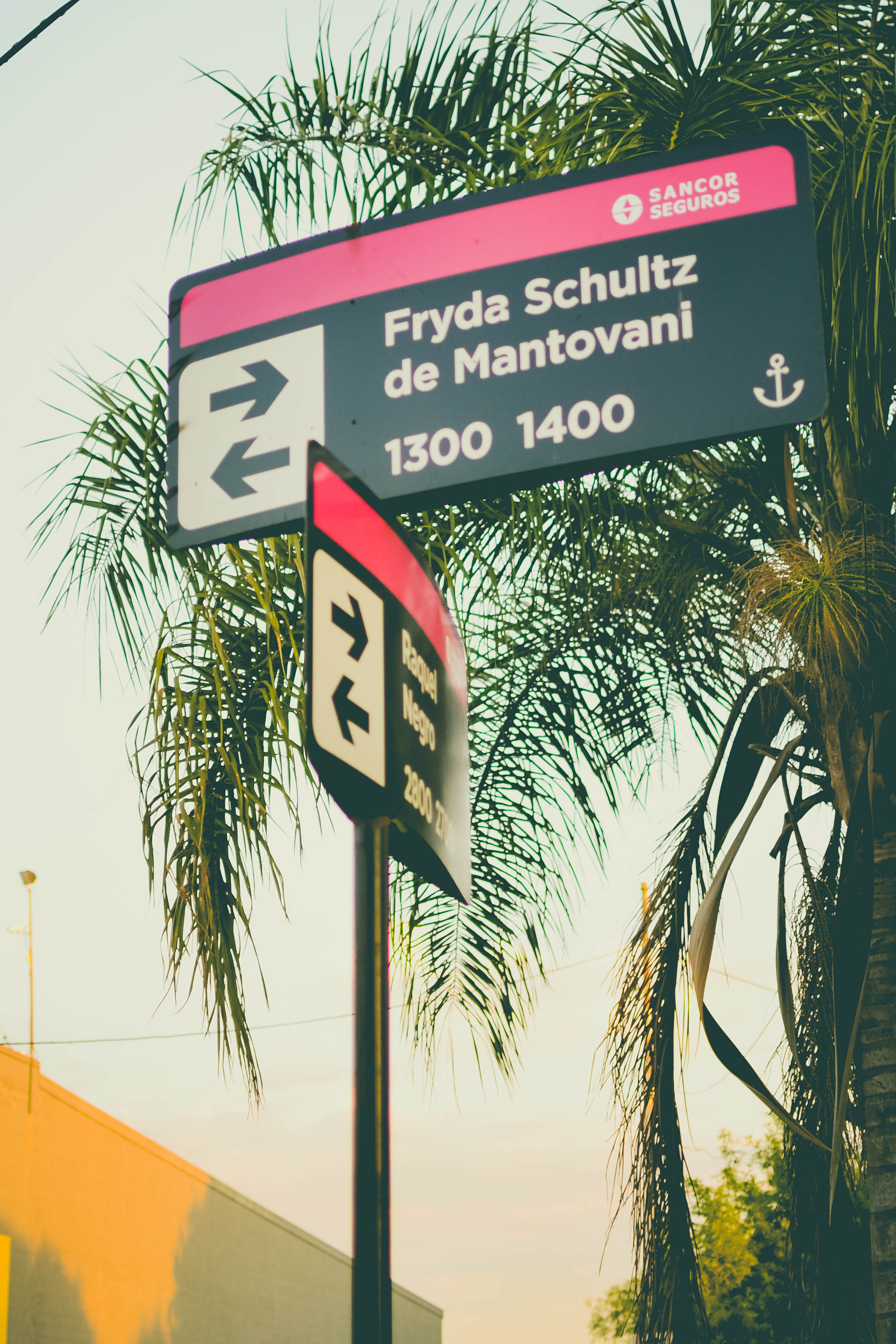
Calle de Santa Fe que lleva el nombre de Fryda Schultz de Mantovani

Fryda Schultz de Mantovani (Morón, Buenos Aires, 19 de diciembre de 1912-10 de abril de 1978) fue una investigadora, escritora, crítica literaria y docente.

## Vida y obra
Casada con el escritor y pedagogo Juan Mantovani, dedicó su faceta de escritora al mundo infantil. Su recorrido puede seguirse con el de su esposo,  con quien circulaba por los ambientes intelectuales ligados a la educación, el arte y la política argentina,  por ejemplo, fueron miembros del jurado en la Universidad Nacional de Córdoba, ante el cual, María Luisa Cresta de Leguizamón concursó e ingresó como titular de la cátedra Literatura Hispanoamericana, en 1956.
Desarrolló la mayoría de sus actividades y su producción literaria en la provincia de Buenos Aires, aunque también fue destacada su presencia en Córdoba, si bien no estable, ya que participó activamente en diferentes iniciativas ligadas a la educación y la literatura.
Su obra refleja la infancia y juventud argentina. En 1934 publicó "Los títeres de Maese Pedro" y en 1935 "Marioneta". En 1949 escribió El árbol guarda-voces, que incluye el autillo sacramental de "La Morenica", inspirado en Lope de Vega y en la tradición del teatro religioso clásico español; "El hijo de paja", "Cuento para la Noche de Nöel" y "Mamá mazapán", entre otros.
Fue miembro del Comité de Colaboración de la Revista Sur, y una de las principales protagonistas del nuevo lenguaje político con “La América Abstracta” en el programa del 1955: “Por la reconstrucción nacional”. Entre sus numerosas colaboraciones, publicó un artículo crítico sobre la primera publicación infantil de María Elena Walsh, Tutú Marambá, Plin Editora, de 1960.
Entre sus ensayos sobre literatura infantil, figura una colección de ensayos sobre sus escritores predilectos como Giambattista Basile, Charles Perrault, Hans Christian Andersen, los hermanos Grimm  y Julio Verne. También publicó libros de poesía infantil, como Navegante, Fábula del niño en el hombre y una obra titulada El mundo poético infantil. Además escribió Cuentos para después (1978) y publicó las antologías Cuentos infantiles de América y Algo más de cien libros para niños.
En 1979, Ediciones Revista Sur publicó "Fryda. Homenaje de sus amigos", donde Victoria Ocampo destacó la importante labor de Fryda en esa revista. Otros autores que colaboraron en esa publicación fueron: Renata Donghi Halperin, Enrique Anderson Imbert, Bernardo Canal-Feijóo, Eduardo González Lanuza, Leda Valladares, Carmen Bravo-Villasante y Mildred Adams.

### Mundo infantil
Fryda dirigió la revista para niños Mundo Infantil, de gran difusión en los años cincuenta y participó en los festivales de Necochea.

## Instituciones y calle con su nombre
- Biblioteca "Fryda Schultz de Mantovani", de la Escuela Provincial de Artes Visuales "Juan Mantovani", en Santa Fe.[4]
- Jardín De Infantes Nº936 Fryda Schultz De Mantovani. Jardín Estatal en La Plata.[5]
- JIC N º 3 "Fryda Schultz de Mantovani", una Institución de jornada simple de la CABA.[6]
- La calle "Fryda Schultz de Mantovani" que se encuentra en Santa Fe.[7]

## Obras dedicadas a ella
Poema "Ronda del Arcoíris" de Gabriela Mistral en Ternura.